# Big Valley
Big Valley is een plaats (village) in de Canadese provincie Alberta en telt 351 inwoners (2006).